# Facultad de Trabajo Social de la Universidad Nacional de La Plata
La Facultad de Trabajo Social de la Universidad Nacional de La Plata fue fundada en 2005, aunque la carrera había iniciado dentro de la Facultad de Ciencias Médicas ya en 1937.

## Historia

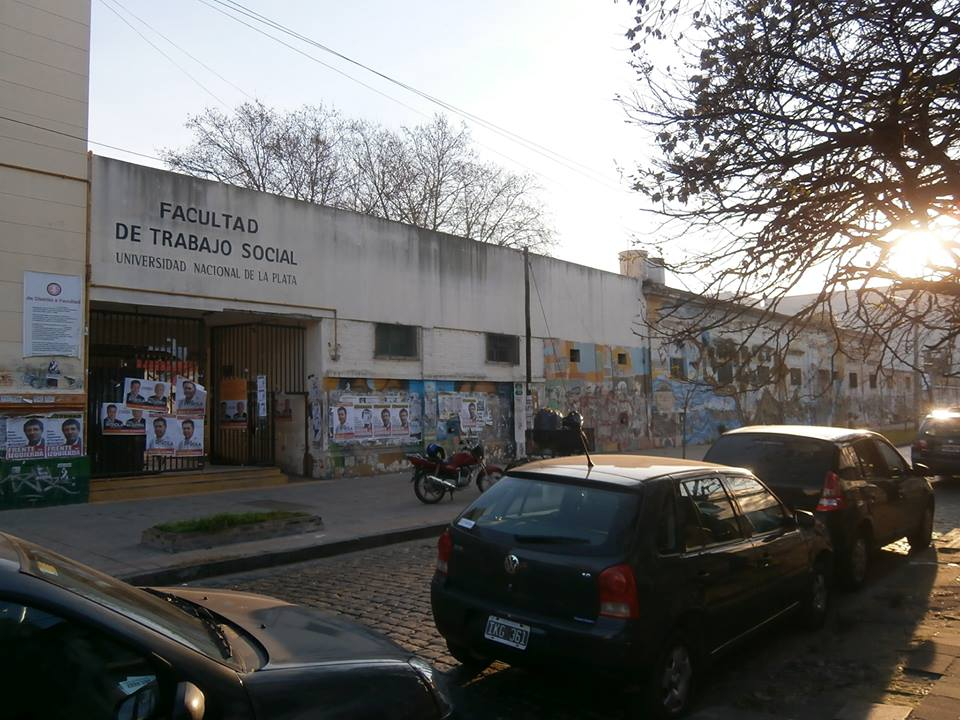
Entrada principal, sobre la calle 9.

La Escuela de Visitadoras de Higiene Social fue creada el 7 de abril de 1938 a instancias del Profesor Titular de la Cátedra de Higiene Médica y Preventiva de la Facultad de Ciencias Médicas, Dr. Pilades O. Dezeo. Desde el año 1957, su director será el Dr. Julio César Loza Colomer que realiza una serie de reformas inaugurando el título de "Visitadoras de Salud Publica". Durante las décadas de 1960 y 1970 imparte clases en dicha institución el médico sanitarista Floreal Ferrara hasta su cesantía en 1975.
En noviembre de 2005 con la participación y el empuje de toda la comunidad académica de Trabajo Social, la Escuela Superior pasó a ser Facultad de Trabajo Social.

## Carreras
- Licenciatura en Trabajo Social
- Profesorado en Trabajo Social
- Licenciatura en Fonoaudiología
- Tecnicatura en Gestión Comunitaria del Riesgo

## Posgrados
- Especialización en Políticas Sociales
- Maestría en Trabajo Social
- Doctorado en Trabajo Social
- Especialización en seguridad social
- Especialización en intervención social con niños/as, adolescentes y jóvenes presencial
- Especialización en intervención social con niños/as, adolescentes y jóvenes a distancia
- Especialización en intervenciones sociales en perspectivas feministas y de derechos humanos
- Especialización en intervenciones sociales en salud y estrategias de cuidado

## Autoridades
- Decana: María Alejandra Wagner
- Vicedecano: José Scelsio
- Secretaría de Gestión: Elina Contreras
- Secretaría Académica: Analía Chillemi
- Secretaría Investigación y Posgrado: Silvina Cavalleri
- Secretaría de Extensión: Pablo Allo
- Prosecretaría Académica: Mónica Ros
- Dirección de Área de Trabajo Social: Luciana Ponziani

## Sedes
En 1987 la Escuela Superior de Servicio Social y su Biblioteca pasaron a independizarse físicamente de la Facultad de Medicina. Su nuevo lugar fue situado en la intersección de la Avenida 7 y la calle 42. Para ese entonces era "Escuela Superior de Servicio Social". Un año más tarde ya era "Escuela Superior de Trabajo Social", aunque no poseía autonomía y dependía de la presidencia de la Universidad.
En enero de 1994 la Escuela se trasladó al edificio de 9 y 63, donde funciona actualmente. A partir del año 2004, la UNLP inició un Plan Director a concretarse para el año 2010, que incluyó la ampliación de la Facultad de Trabajo Social en tres etapas. Las primeras dos fueron construidas entre 2005 y 2006, sumando 537 m² a la superficie del edificio. La tercera etapa comprendería 1146 m² y está proyectada a futuro.

## Biblioteca
La Biblioteca fue creadas el 7 de abril de 1937, junto con la fundación de la Escuela de Visitadoras de Higiene Social. Hoy en día, la colección cuenta con más de 3600 ejemplares, 135 títulos de revistas en portugués y en español y cerca de 17.000 artículos de revistas cargados, 400 títulos de libros y revistas pertenecientes al archivo histórico de la antigua Escuela de Visitadoras de Higiene Social y Medicina.
La temática de la biblioteca abarca un amplio contenido en la cual podemos encontrar: Trabajo social, Medicina Social, Antropología, Sociología, Psicología, Filosofía, Epistemología, Historia, Derechos Humanos, Investigación, Política social, Teoría de la Educación, Economía.